# Dilek Gür
Dilek Gür, född 20 augusti 1961, är en svensk teaterregissör och översättare.
Gür är av turkisk härkomst. Efter studier i litteraturvetenskap och filosofi vid Lunds universitet studerade Gür vid Dramatiska Institutets teaterregilinje. Senare har hon arbetat som regissör vid bland annat Göteborgs stadsteater och Stockholms stadsteater och även gjort radioteater och kortfilm. Hon har därefter varit handläggare för konstnärligt utvecklingsarbete vid Dramatiska institutet. Gür har också översatt två romaner av den turkiske författaren Orhan Pamuk, 2006 års Nobelpristagare i litteratur.
Dilek Gür är gift med Ulf Kjell Gür och syster till journalisten Thomas Gür.

### Översättningar
- Yourcenar, Marguerite; Andersen H. C., Lundberg Kerstin M., Gür Dilek, Cardelús Kerstin (1992). Sjöjungfrun som sålde sin röst: en fantasi. Stockholm: Radioteatern. Libris 22543827
- Pamuk, Orhan; Gür Dilek (2006). Det nya livet (2. uppl.). Stockholm: Norstedt. Libris 10238076. ISBN 91-1-301714-4
- Pamuk, Orhan; Gür Dilek (2007). Det tysta huset: roman ([Ny utg.]). Stockholm: Norstedts pocket. Libris 10210400. ISBN 978-91-7263-777-1